# Groveland-Big Oak Flat
Groveland-Big Oak Flat es un lugar designado por el censo ubicado en el condado de Tuolumne en el estado estadounidense de California. En el año 2000 tenía una población de 3,388 habitantes y una densidad poblacional de 45 personas por km².

## Geografía
Groveland-Big Oak Flat se encuentra ubicada en las coordenadas 37°50′45″N 120°12′28″O / 37.845867, -120.207697. Según la Oficina del Censo, la ciudad tiene un área total de 74,6 km² (28,8 mi²), de la cual 73,9 km² (28,5 mi²) es tierra y 0,7 km² (0,3 mi²) (0.90%) es agua.

## Demografía
Según la Oficina del Censo en 2000 los ingresos medios por hogar en la localidad eran de $41,928, y los ingresos medios por familia eran $48,386. Los hombres tenían unos ingresos medios de $39,861 frente a los $21,161 para las mujeres. La renta per cápita para la localidad era de $27,394. Alrededor del 7.0% de la población estaba por debajo del umbral de pobreza.